# بخش کرو وینگ، شهرستان کرو وینگ، مینه سوتا
بخش کرو وینگ (به انگلیسی: Crow Wing Township) یک منطقهٔ مسکونی در ایالات متحده آمریکا است که در شهرستان کرو وینگ، مینه‌سوتا واقع شده‌است.
 بخش کرو وینگ ۷۹٫۸ کیلومتر مربع مساحت و ۱٬۲۱۲ نفر جمعیت دارد و ۳۷۰ متر بالاتر از سطح دریا واقع شده‌است.